# Лангелед

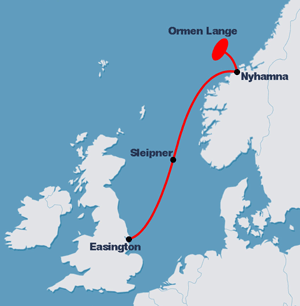
Газопровод Лангелад

Лангелед — магистральный газопровод соединяющий норвежское газовое месторождение Ормен Ланге с британским терминалом Исингтоном. До завершения Северного потока он был самым длинным подводным трубопроводом в мире. Строительство началось в 2004 году, официальное открытие прошло в октябре 2007 года в Лондоне. Стоимость строительства составила £1,7 миллиарда.

## Протяжённость
Протяжённость составляет 1200 км. Лангелед делится на 2 части и 3 отрезка:
- к северной части относятся 1-й отрезок от норвежского газового месторождения Ормен Ланге до норвежского города Нюхамна и 2-й отрезок от Нюхамна до норвежского газового месторождение Слейпнер;
- к южной части относится 3-й отрезок от Слейпнера до британского терминала Исингтон.

Протяжённость каждой из частей составляет 600 км.

## Операторы газопровода
Операторами газопровода являются StatoilHydro и Gassco. Газопровод Лангелед будет иметь пропускную способность в 20 млрд м³/г., что соответствует 1/5 части годовой потребности Великобритании.